# Провадийско-Роякско плато
Провадийско-Роякско плато е защитена зона от Натура 2000 по директивата за опазване на дивите птици. Обхваща Провадийското и Роякското плато в Дунавската равнина. Заема площ от 84 031,5 ha.

## Граници
Защитената зона е разположена между Шумен и Провадия. На север и юг граничи с реките Провадийска и Голяма Камчия. В границите ѝ попадат скалните масиви Невша – Венчан и Комунари. На запад достига до селата Мадара и Благово, а на изток – до шосето между селата Гроздьово и Бързица.

## Флора
Половината от защитената зона е заета от смесени широколистни гори с преобладаване на цер, благун, източен горун, обикновен габър, келяв габър и мъждрян. Обработваемите площи обхващат около 47% от територията на района, а около 13% са пасищни територии, на места обрасли с храстова растителност. На няколко места в района са разпръснати скални масиви, обособени в комплекси.

## Фауна
В защитената зона са установени 160 вида птици, от които 53 са включени в Червената книга на България. Тя е важна за опазването на малкия креслив орел. Срещат се египетски лешояд, бухал, среден пъстър кълвач, синявица, козодой, градинска овесарка, ястребогушо коприварче, орел змияр, белоопашат мишелов, скален орел и малък орел. По долината на река Провадийска преминават и често спират за пренощуване и хранене над 35 000 щъркела и 3000 грабливи птици.
В Провадийско-Роякското плато има 4 защитени територии. Те обхващат около 0,3% от територията на зоната. Защитена местност „Славейкова гора“ е обявена за опазване на гнездови находища на застрашени видове грабливи птици. Защитена местност „Водениците“ е обявена също с цел опазване на застрашени видове. Защитена местност „Снежанска кория“ е обявена с цел опазване на стари дъбови гори. Защитена местност „Карстовия каньон Голямата канара“ е обявена за опазване на характерен ланшафт.